# Batalha de San Marcial
A Batalha de San Marcial teve lugar em 31 de agosto de 1813. O exército espanhol de Galiza, sob o comando do general Freire, fazendo retroceder as tropas do marechal Soult, que empreendera a maior ofensiva contra o exército aliado que conduzia o marquês de Wellington.

## Antecedentes
Wellington chegou a San Sebastián depois da campanha de Vitoria e pôs em sítio a cidade no mês de julho de 1813, buscando render essa importante praça fortificada, entanto o exército francês se retirava para o Leste e tentava recuperar-se e cuidar os feridos de Vitoria. San Sebastián junto com Pamplona situavam-se aos flancos das forças de Wellington, guardando as proximidades da fronteira francesa e prontas para serem aproveitadas pelos franceses antes de que os aliados tentassem operar dentro do seu país. Porém o assalto contra San Sebastián mostrou que Wellington julgara mal a determinação da guarnição francesa e a do seu comandante, o general Rey, assim que os assaltos britânicos foram rejeitados com graves perdas, como os 600 mortos contabilizados no ataque do dia 21 de julho. Antes que Wellington pudesse refazer as suas ações, teve notícias de que Soult recuperara as suas forças e reaparecia desde o Leste, bastante antes do que Wellesley acreditava possível, de modo que parte do exército aliado levantou o assédio de San Sebastián para confrontar-se com o marechal francês.
Enquanto Wellington encarava a Soult na Batalha dos Pireneus, o general Graham mantinha o bloqueio de San Sebastián e preparava-se para assumir o Cerco de San Sebastián em 26 de agosto. Foi levantada uma linha de fortificações ligeiras para resguardar-se contra os assaltos de Soult, enquanto um forte cordão se fixou nas beiras do rio Bidasoa. Acrescentou-se à força das divisões anglo-portuguesas em Vera, Lesaka e mais Irun, com a inclusão de forças espanholas das 3ª, 5ª e 7ª divisões espanholas  sobre as alturas de San Marcial, assim como duas brigadas da 4ª divisão em reserva (que formavam parte do Quarto exército espanhol dirigido pelo general Freire, ou Exército de Galiza). Assim, depois de quatro semanas de recuperação, Soult preparara uma ofensiva para San Sebastián, concentrando as suas nove divisões em Ainoa, para um ataque sobre os arredores de San Marcial. Nem as forças francesas, nem as espanholas tinham a moral em perfeito estado de combate; os franceses estavam desmoralizados pelas retiradas recentes; no entanto as tropas de Freire, abandonadas pela sua logística, não utilizaram das suas rações em vários dias. Detrás deles, os exércitos aliados estavam enrascados nos terríveis combates por San Sebastián, que custariam 2 376 mortos ou feridos só no dia do 31 de agosto.

## Batalha
Camufladas pela névoa matinal, sete divisões francesas marcharam para o Bidasoa no 31 de agosto, margeando o rio cobertas pelo fogo da sua artilharia. As posições aliadas em Vera e Irun viram-se surpreendidas e sobrepassadas, mais não sem alertarem antes a Freire, que dirigiu as suas tropas formando uma linha nas alturas. As colunas imperiais perderam a sua ordem quando marcharam sobre o dificultoso terreno, alcançando as linhas de Freire como uma massa confusa. Os espanhois receberam-nos com fogo e, avançando contra eles com baioneta calada, arrasaram os homens de Soult, empurrando-os ladeiras abaixo. 
Soult recompôs as unidades à meia-noite e preparou tropas descansadas para um segundo ataque sobre os outeiros, mas os espanhóis a baioneta calada mantiveram-se firmes fronte este ataque final, batendo novamente nos franceses. Impotente ante as sucessivas retiradas dos seus homens no rio Bidasoa, Soult ordenou a retirada para Irun, sem ter chegado a ver uma casaca vermelha britânica. Quando Freire reclamou reforços para a sua linha, foi replicado com magnanimidade por Wellington: Como já obteve esta vitória, deve guardar a honra dela somente para os seus compatriotas ("As he has already won his victory, he should keep the honour of it for his countrymen alone"). San Sebastián caíu depois de uma amedrontadora batalha mais tarde e Soult retirou-se para solo francês.

## Combate de Vera
Durante a madrugada do dia 1 de setembro, depois de um forte trovão, um valoroso destacamento de Green-Jackets defendeu durante horas o passo da pequena ponte de Vera, frente uma coluna que dirigia o general Vandermaesen. Finalmente os franceses arrasaram os britânicos, não sem que o comandante francês perdesse também a sua vida.

## Consequências
A batalha de San Marcial marcou o fim da única força temível de Soult, que "nunca combateria com a acostumada habilidade e zelo".A vitória de San Marcial figura entre os triunfos mais brilhantes do exército espanhol na guerra..